# Reedsburg
Reedsburg és una població dels Estats Units a l'estat de Wisconsin. Segons el cens del 2000 tenia 7.827 habitants.

## Demografia
Segons el cens del 2000, Reedsburg tenia 7.827 habitants, 3.193 habitatges, i 2.021 famílies. La densitat de població era de 581,2 habitants per km².
Dels 3.193 habitatges en un 32,9% hi vivien nens de menys de 18 anys, en un 49,1% hi vivien parelles casades, en un 9,8% dones solteres, i en un 36,7% no eren unitats familiars. En el 29,8% dels habitatges hi vivien persones soles el 14,5% de les quals corresponia a persones de 65 anys o més que vivien soles. El nombre mitjà de persones vivint en cada habitatge era de 2,41 i el nombre mitjà de persones que vivien en cada família era de 13,01.
Per edats la població es repartia de la següent manera: un 26,7% tenia menys de 18 anys, un 8,5% entre 18 i 24, un 30,3% entre 25 i 44, un 18,2% de 45 a 60 i un 16,2% 65 anys o més.
L'edat mediana era de 35 anys. Per cada 100 dones de 18 o més anys hi havia 87,4 homes.
La renda mediana per habitatge era de 39.152 $ i la renda mediana per família de 44.329 $. Els homes tenien una renda mediana de 33.211 $ mentre que les dones 21.973 $. La renda per capita de la població era de 18.828 $. Aproximadament el 5,5% de les famílies i el 7,5% de la població estaven per davall del llindar de pobresa.

## Poblacions més properes
El següent diagrama mostra les poblacions més properes.